# Mörklagt hela da'n
Mörklagt hela da'n (originaltitel: Air Raid Wardens) är en amerikansk komedifilm med Helan och Halvan från 1943 regisserad av Edward Sedgwick.

## Handling
Handlingen i filmen utspelar sig under andra världskriget och Helan och Halvan får ett förslag från Dan Madison om att gå med i armén. Trots sin ålder accepterar de förslaget och går med. Väl där får de i uppdrag att jaga tyska spioner.

## Om filmen
Vissa skämt i filmen är hämtade ur duons tidigare kortfilmer Hjärtligt välkomna och Helan och Halvan i stämning, båda från 1929, samt Två käcka sjömän från 1932.
Detta var första gången på länge som en Helan och Halvan-film producerades av Metro-Goldwyn-Mayer. Senaste gången var Skrattar bäst som skrattar sist som gjordes 1938.

## Rollista (i urval)
- Stan Laurel – Stan (Halvan)
- Oliver Hardy – Ollie (Helan)
- Edgar Kennedy – Joe Bledsoe
- Jacqueline White – Peggy Parker
- Stephen McNally – Dan Madison
- Nella Walker – Millicent Norton
- Donald Meek – Eustace Middling
- Henry O'Neill – Rittenhause
- Howard Freeman – J.P. Norton
- Russell Hicks – Scanlon
- Charles Coleman – Norton's betjänt[3]